# Patrick Siefkes
Patrick Siefkes (* 12. Januar 1990 in Dessau) ist ein deutscher Fußballspieler, der seit 2015 für den Regionalligisten SV Drochtersen/Assel aktiv ist.

## Karriere
Siefkes begann seine Karriere als Allrounder bei seinem Heimatverein SV Dessau 05 und spielte dort bis zur D-Jugend. Es folgte ein Jahr für den FC Grün-Weiß Piesteritz in der C-Jugend-Verbandsliga. Nachdem er bei einem Jugendturnier zum besten Torhüter gewählt worden war, verließ er im Sommer 2004 Piesteritz und wechselte zum Halleschen FC. Er spielte mit Halle in der B-Jugend-Verbandsliga und ging danach zur U-19 des 1. FC Magdeburg. Im Sommer 2006 verließ er die A-Jugend-Regionalliga und wechselte von Magdeburg in die A-Junioren-Bundesliga zum FC Carl Zeiss Jena, wo er bis zum Juni 2009 spielte. Zur Saison 2009/10 wurde er als dritter Torhüter zur ersten Mannschaft des FC Carl Zeiss Jena befördert. Am 23. April 2011 gab er gegen Wacker Burghausen sein Profi-Debüt in der 3. Liga, nachdem Trainer Heiko Weber zuvor Carsten Nulle suspendiert hatte. Am 18. Juni 2011 verlängerte Siefkes sein Vertrag bis zum 30. Juni 2013. Nach Ablauf des Vertrages wechselte er im Sommer 2013 zum Ligakonkurrenten Wacker Nordhausen. Zur Saison 2015/16 wechselte Siefkes weiter zum Regionalligaaufsteiger SV Drochtersen/Assel und gewann dort bisher dreimal den Niedersachsenpokal.

## Erfolge
- Thüringenpokalsieger: 2012
- Niedersachsenpokalsieger: 2016, 2018, 2019

## Sonstiges
Sein Cousin Christoph spielte von 2011 bis 2013 gemeinsam mit ihm für den FC Carl Zeiss Jena als Leihgabe von Bayer 04 Leverkusen.